# FREMTID.NU
|  | Sammenskrivningsforslag Artiklen FREMTID.NU er foreslået føjet ind i Jan Gintberg. (Siden marts 2019) Diskutér forslaget |

FREMTID.NU er Jan Gintbergs oneman-show fra 2009. 
Første del handler om nutiden, mens den anden handler om fremtiden – nærmere betegnet år 2049.